# Samtgemeinde Uchte
Samtgemeinde Uchte er en samtgemeinde ("fælleskommune" eller amt) beliggende sydvest for Nienburg, i den sydvestligste del af Landkreis Nienburg/Weser i den tyske delstat Niedersachsen. Administrationen ligger i byen Uchte.

## Inddeling
Samtgemeinde Uchte der har et areal på 284,12 km² og knap 14.000 indbyggere består af de fire kommuner:
- Diepenau
- Raddestorf
- Uchte
- Warmsen